# Iuiú
Iuiú este un oraș în statul Bahia (BA) din Brazilia.